# Luke Dimech
Luke Anthony Dimech (11 de gener de 1977) és un exfutbolista maltès de la dècada de 2000.
Fou 78 cops internacional amb la selecció maltesa.
Pel que fa a clubs, defensà els colors de clubs com Sliema Wanderers, Shamrock Rovers, Birkirkara, Mansfield Town, Chester City, Macclesfield Town Valletta F.C. o AEK Làrnaca.